# J.A.マッファイ

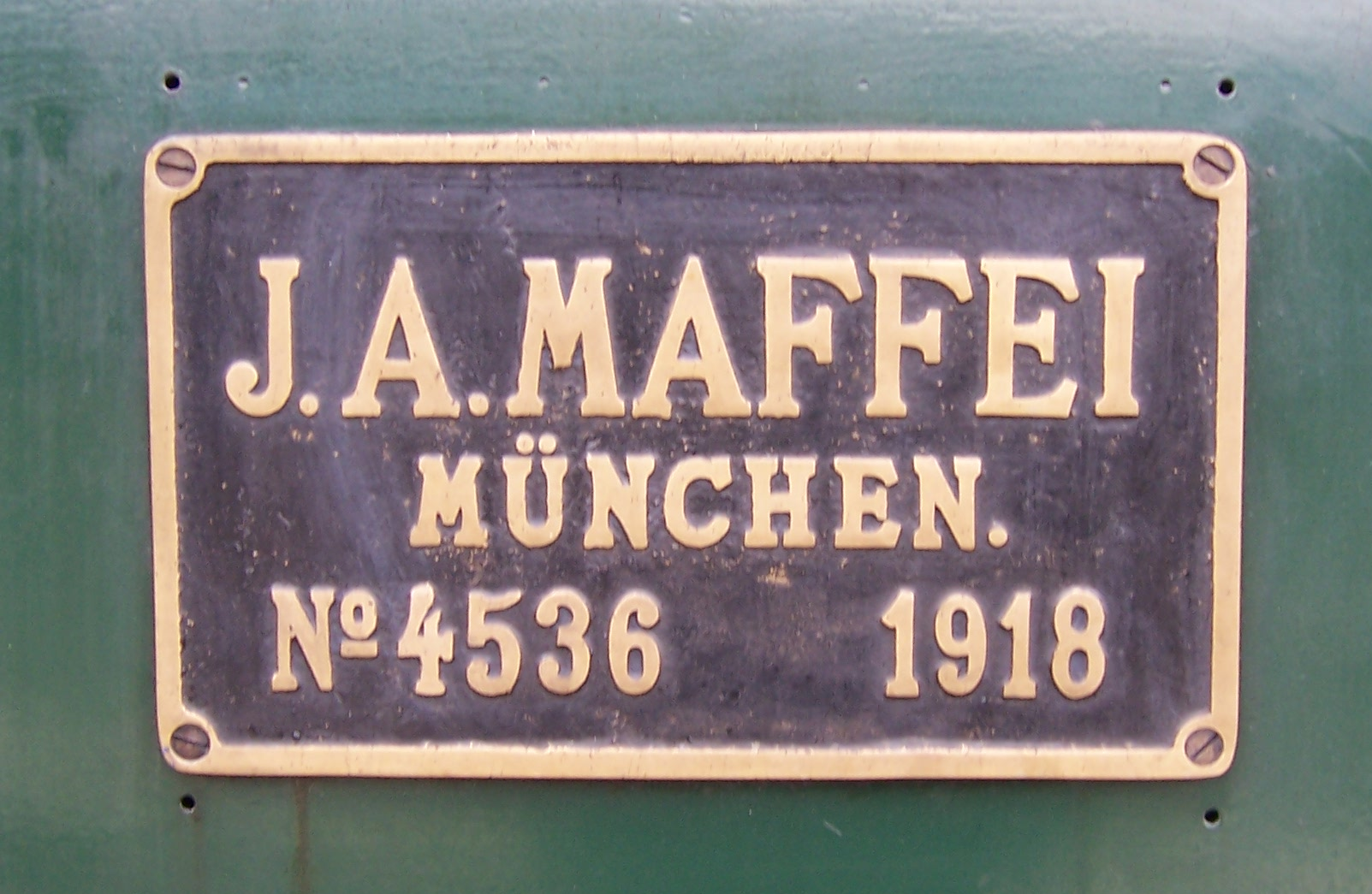
S3/6型No.3673（ドイツ国鉄18.4形478号機）に貼付されているJ.A.マッファイ社の製造銘板。

J.A.マッファイ（J.A.Maffei ）は、蒸気機関車に代表される鉄道車両やロードローラーなどを製造していたドイツの企業である。
会社存続期間中の代表社名は“機関車および機械製作所 J.A.マッファイ”(Lokomotiv-und Maschinenfabrik J.A.Maffei)と称し、創業から1931年のクラウス社との合併までの約90年間に5,000両以上の機関車を製造した。

## 沿革
1835年のドイツ最初の鉄道開業に感銘を受けたヨーゼフ・フォン・マッファイ(Joseph Anton von Maffei:1790 - 1870)らが、バイエルン王国内での機関車の国産化を目的として1837年にミュンヘンのエングリッシャーガルテン(英国庭園)北東、ヒルシュアウ(Hirschau)に所在した小規模な鉄工所を購入して創業した。
その創業はミュンヘン－アウクスブルク間に鉄道が建設されるのを見越してのものであり、同鉄道建設に当たって鉄道先進国であったイギリスから招聘されたジョーゼフ・ホール(Joseph Hall)の薦めと指導に従って、1841年には同社第1作となる“デア・ミュンヒェナー”(Der Münchener)と呼ばれる蒸気機関車を完成した。これは当初の目論み通り1840年に開業したミュンヘン・アウクスブルク鉄道(München-Augsburger Eisenbahn-Gesellschaft)へ納入され、さらに続く8両（製番2 - 9）は王立バイエルン邦有鉄道 (Königlich Bayerische Staats-Eisenbahnen)へ納入された。
以後はドイツ国内の鉄道建設進展に合わせて順調に業績を拡大し、最初の10年間で約70両の機関車をドイツ・オーストリア・イタリアの各鉄道へ納入した。

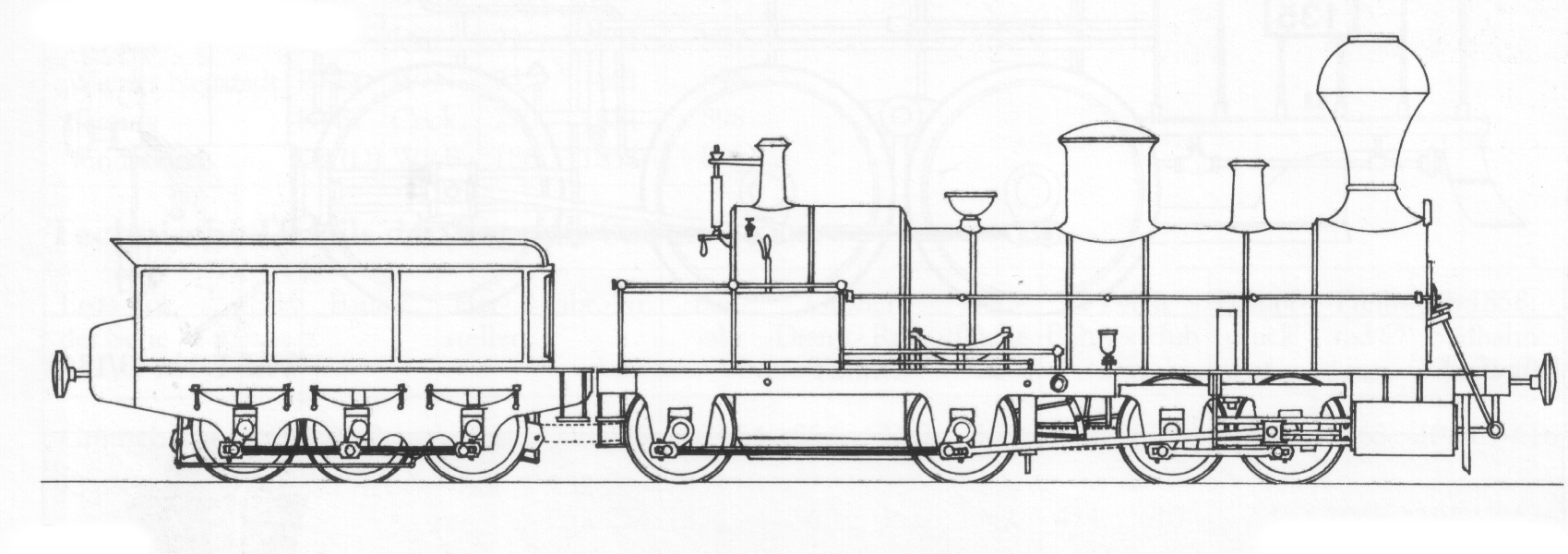
“バヴァリア”。動力伝達用チェーンが火床前後の動軸から前部の動軸群にだけではなく、炭水車にも渡されている。

1851年には有名なゼメリング・コンテストに製番72となる“バヴァリア”(Bavaria)を提出、これが優勝し賞金を獲得したことで、勾配線用機関車を得意とするメーカーとしてマッファイ社の名声は高まった。
またこの頃、マッファイ社はバイエルン東鉄道(AG der Bayerischen Ostbahnen)の運営に建設計画段階から関与した。これにより、同鉄道が王立バイエルン邦有鉄道へ吸収されるまでの12年間に新造した機関車全189両の受注は同社が独占する結果となった。しかも、吸収先である王立バイエルン邦有鉄道も上述の通りマッファイ社創業以来の重要な顧客であったことから、19世紀末にはマッファイ社による機関車の年間生産実績はその50%以上が王立バイエルン邦有鉄道向けとなり、この関係は同鉄道がドイツ国鉄に統合されるまで続いた。

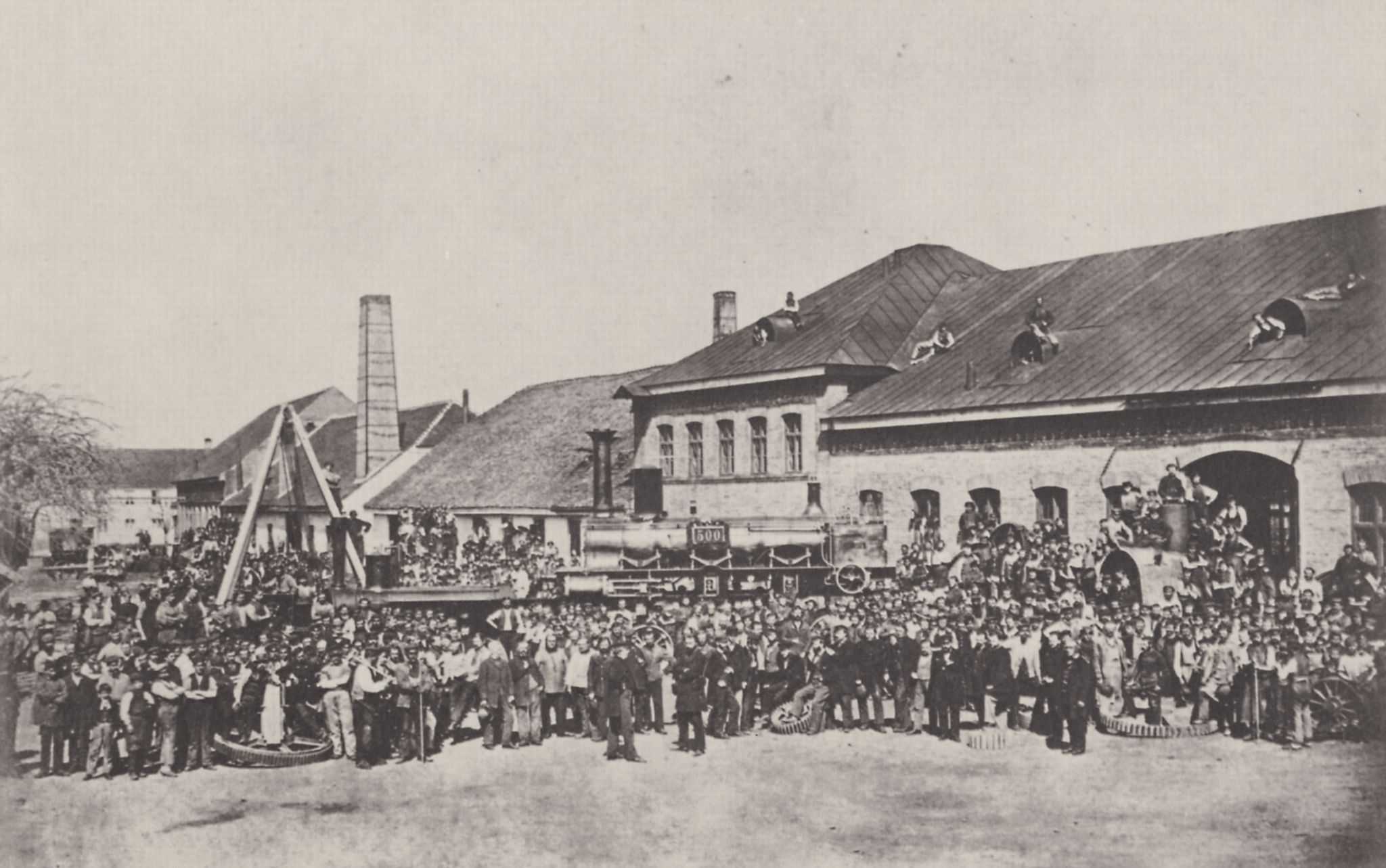
1864年に累計500両目の機関車が完成した際にヒルシュアウ工場で撮影された記念写真。

創業者であるヨーゼフ・アントン・フォン・マッファイの没後も、会社の規模は拡大の一途をたどった。1874年には累計1,000両目の機関車がヒルシュアウ工場から出荷され、河川用船舶やロードローラーなどの製造も行われるようになった。
1890年にはマッファイ社は、アナトール・マレーによって開発されたばかりの関節式機関車の1方式である、マレー式機関車の製造を開始した。これらは、軸配置B+BあるいはC+Cと比較的小型のタンク機関車を中心に、スイス・オーストリア・ブルガリアなどの急曲線が連続する勾配線区を多数抱えるヨーロッパ各国の鉄道に納入された。特に山岳国であるスイスではスイス中央鉄道(Schweizer Central Bahn）向けに合計16両のB+Bタイプを、地元バイエルンでは邦有鉄道へBB II型と称する31両のB+Bタイプを納入し、共に急曲線を抱える勾配線区における有効な輸送力強化手段となった。更には新規市場開拓として、軸配置B+Bタイプの完成形となったBB II型を狭軌用として改設計したモデルを試作し、1903年に大阪の天王寺で開催された第5回内国勧業博覧会へこれを出展するなどの試みも行われた。
20世紀に入る頃から、マッファイ社は自社の所在するバイエルン王国と隣接する、バーデン大公国が運営するバーデン大公国邦有鉄道 (Badische Staatsbahn)との関係を強めた。強力な急行列車用機関車を求める同鉄道の注文に応じ、同鉄道の機関車製造担当官であったアレクサンデル・クールタン(Alexander Courtin)と、マッファイ社の製造部長であったアントン・ハンメル(Anton Hammel:1857 - 1925)、それにハンメルの部下であるハインリッヒ・レップラ(Heinrich Leppla:1861 - 1950)が共同で、分厚い圧延鋼板をくりぬいた棒台枠と一体鋳鋼製のシリンダブロックによる強固な基本構造に複式4気筒による精緻な駆動系を装備する、強力かつ高速な急行列車用機関車の設計を始めたためである。

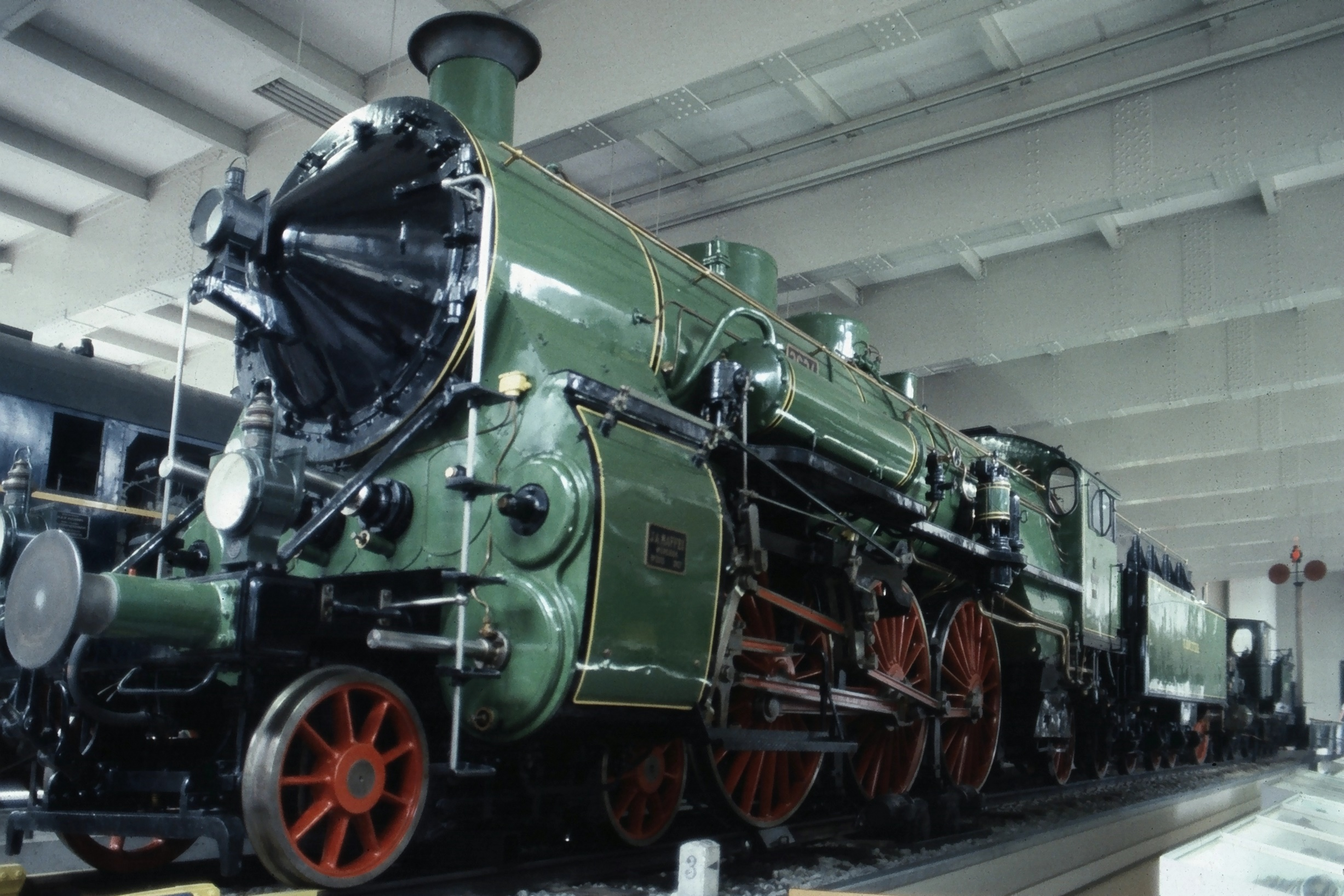
王立バイエルン邦有鉄道S3/6型蒸気機関車（ドイツ国鉄18.4形）

その最初の成果であるIId形は144 km/hの速度記録を達成し、その同型機がマッファイ社にとっては地元であり、かつ重要な顧客である王立バイエルン邦有鉄道などにも同型機が納入されるなどの成功を収めた。以後はこれを基本として、当時のドイツにおける蒸気機関車の最高速度記録(154.5km/h)を達成した王立バイエルン邦有鉄道S2/6型蒸気機関車、流麗な容姿と斬新な設計、それに極めて高速かつ強力な走行性能で一大画期をなした新設計のパシフィック機であるバーデン大公国邦有鉄道IVf型とその改良型であるIVh型、そしてドイツ国鉄統合後、制式機関車の製造が始まってからも特に望まれて追加製造が行われたほどの優秀さで知られた王立バイエルン邦有鉄道S3/6型蒸気機関車、と優秀な機関車がこの時代に続々と輩出された。
その一方でマッファイ社は市場の拡大を狙い、1905年頃から同業のクラウス社製機関車に倣った設計の小型機関車の拡販にも努めるようになった。拡販策の一環として、コッペル社経由での国外販売も一部で行われている。さらに、1907年にはベルリン機械製造(BMAG:Berliner Maschinenbau A.-G. vormals L. Schwartzkopff, Berlin)との合弁会社であるマッファイ-シュヴァルツコップ製作所(Maffei-Schwartzkopff-Werke GmbH)を設立、同社はBMAGと共同で1909年より電気機関車の製造に参入している。
しかしながら、こうした努力にもかかわらず、マッファイ社の栄光の日々は長くは続かなかった。第一次世界大戦中の軍用機関車量産がドイツの休戦協定発効で打ち切りとなり、さらに戦後同国を襲った世界恐慌によって財政面で壊滅的な打撃を受けたためである。
かくしてマッファイ社は1927年に株式会社へ改組の上でJ.A.マッファイ株式会社(J.A.Maffei A.-G.)と改称され、1929年には工場閉鎖の危機にまで追い込まれた。
幸いこの時は経営が持ち直し、1930年には株式上場を果たしたが、翌1931年には同じミュンヘンの同業者であるクラウス社と合併、クラウス＝マッファイ社となり、機関車製造事業は旧クラウス社アラッハ(Allach)工場へ集約された。これによりマッファイ社創業以来のヒルシュアウ工場は閉鎖され、90年にわたる歴史に終止符を打つこととなった。

## 製品
マッファイ社の代表的な製品例を以下に示す。

### ドイツ
- バーデン大公国邦有鉄道
  - IId型

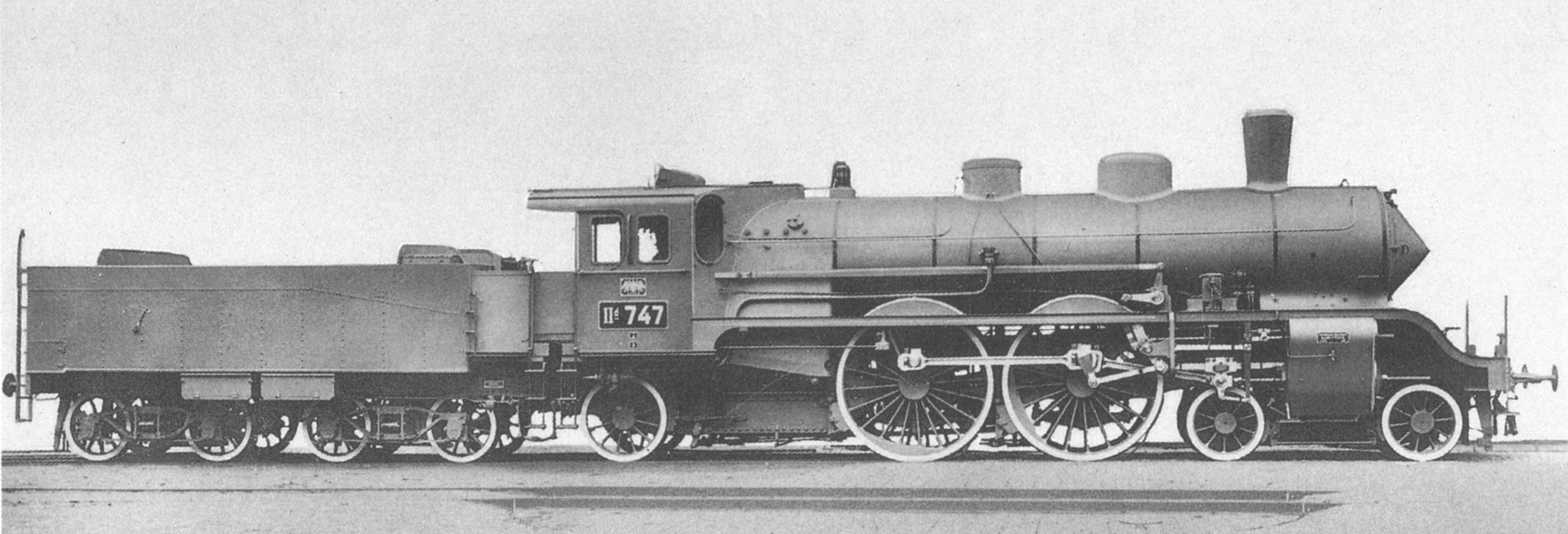
バーデン大公国邦有鉄道IId型

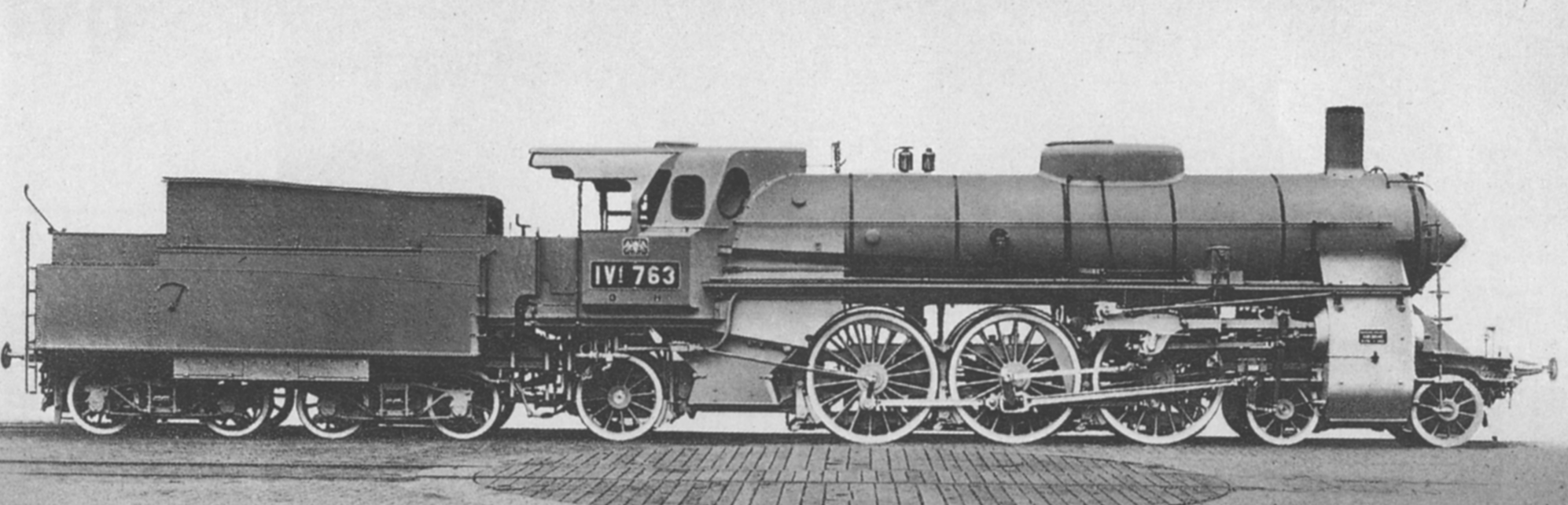
バーデン大公国邦有鉄道IVf型

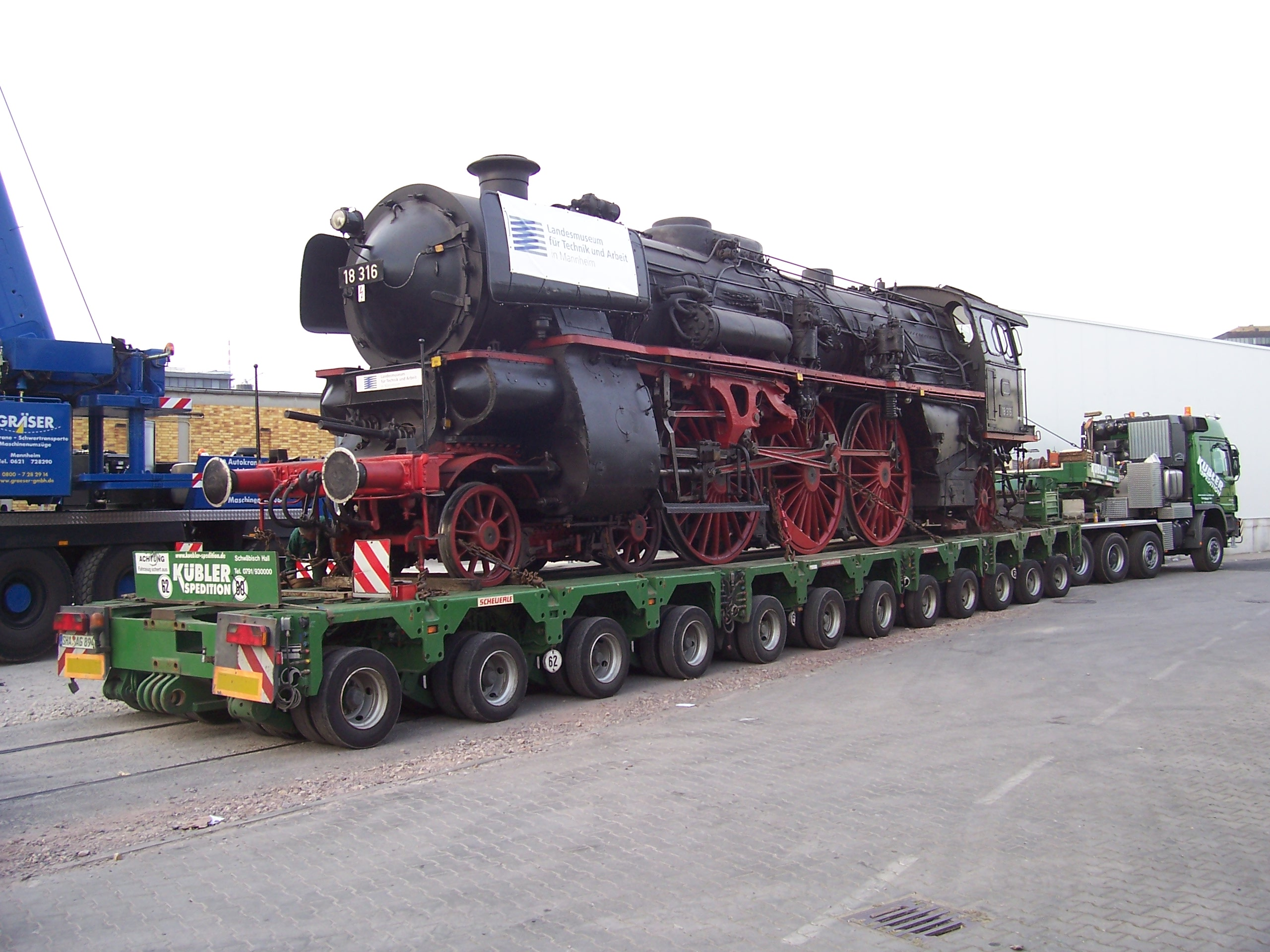
ドイツ国鉄18.3形（旧バーデン大公国邦有鉄道IVh型）

    - 軸配置2B1の飽和式複式4気筒テンダー機関車で1902年竣工。動輪径2,100mm。マッファイ社は12両を納入した。後のドイツ国鉄14.4形[18]。

  - IVf型
    - 軸配置2C1の過熱式複式4気筒テンダー機関車。動輪径1,800mm。ただしマッファイは1907年に発注された最初の3両を手がけたに留まり、続く量産車32両はバーデン大公国内のカールスルーエ機械製作会社(Maschinenbaugesellschaft Karlsruhe)で製造された。後のドイツ国鉄18.2形。

  - IVh型
    - 軸配置2C1の過熱式複式4気筒テンダー機関車。動輪径2,100mm。1918年から1920年にかけて20両を製造。姉妹機と言うべきS3/6型（ドイツ国鉄18.4形）と共に国際特急“ラインゴルト”（1928年5月15日運転開始）の牽引機であったことで知られる。後のドイツ国鉄18.3形。

- 王立バイエルン邦有鉄道
  - CV型

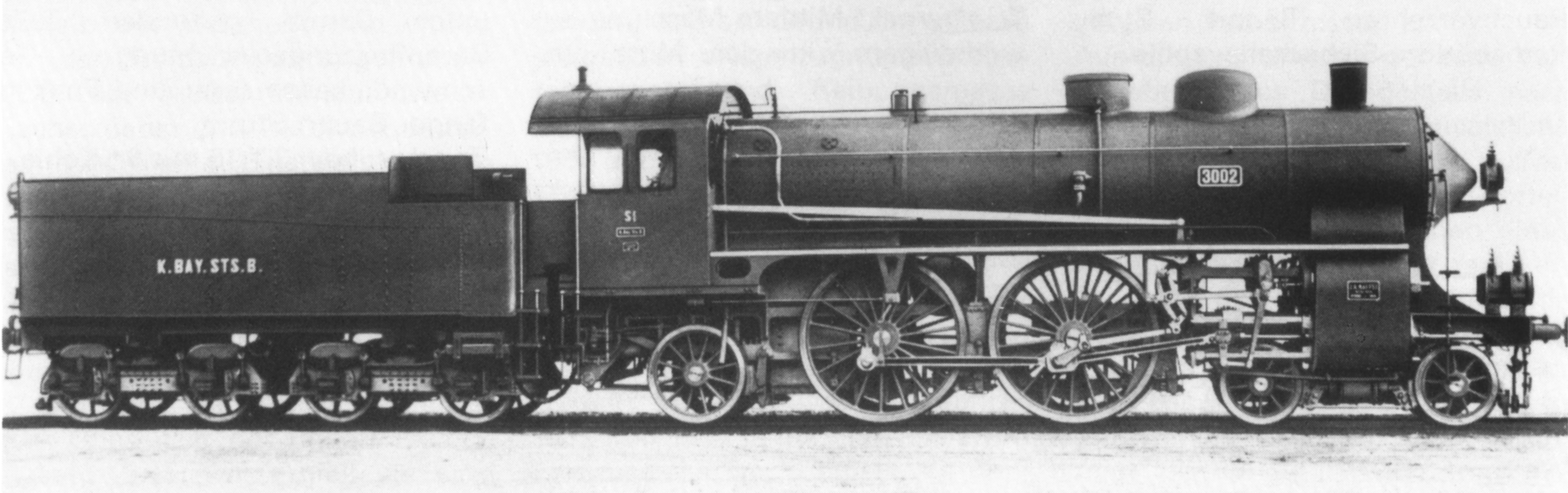
王立バイエルン邦有鉄道S2/5型

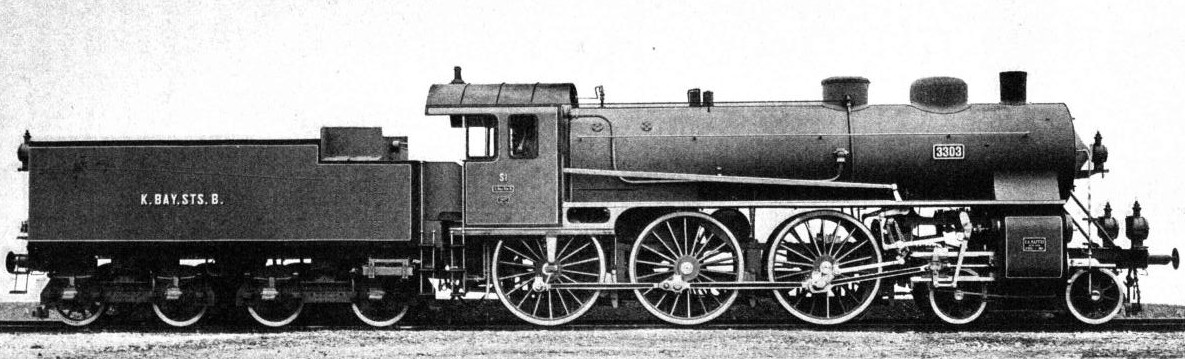
王立バイエルン邦有鉄道S3/5N型

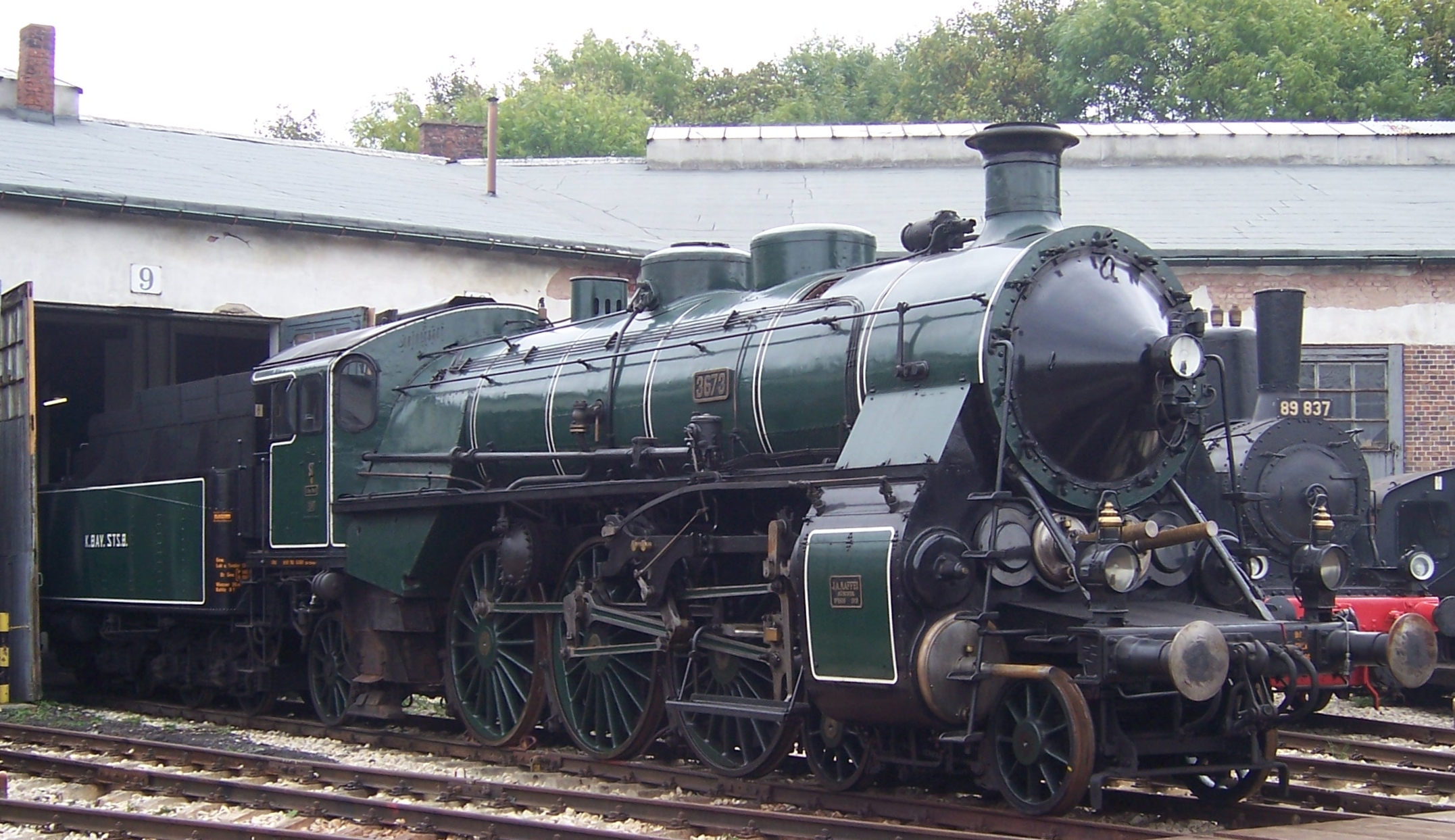
王立バイエルン邦有鉄道S3/6型（ドイツ国鉄18.4形）

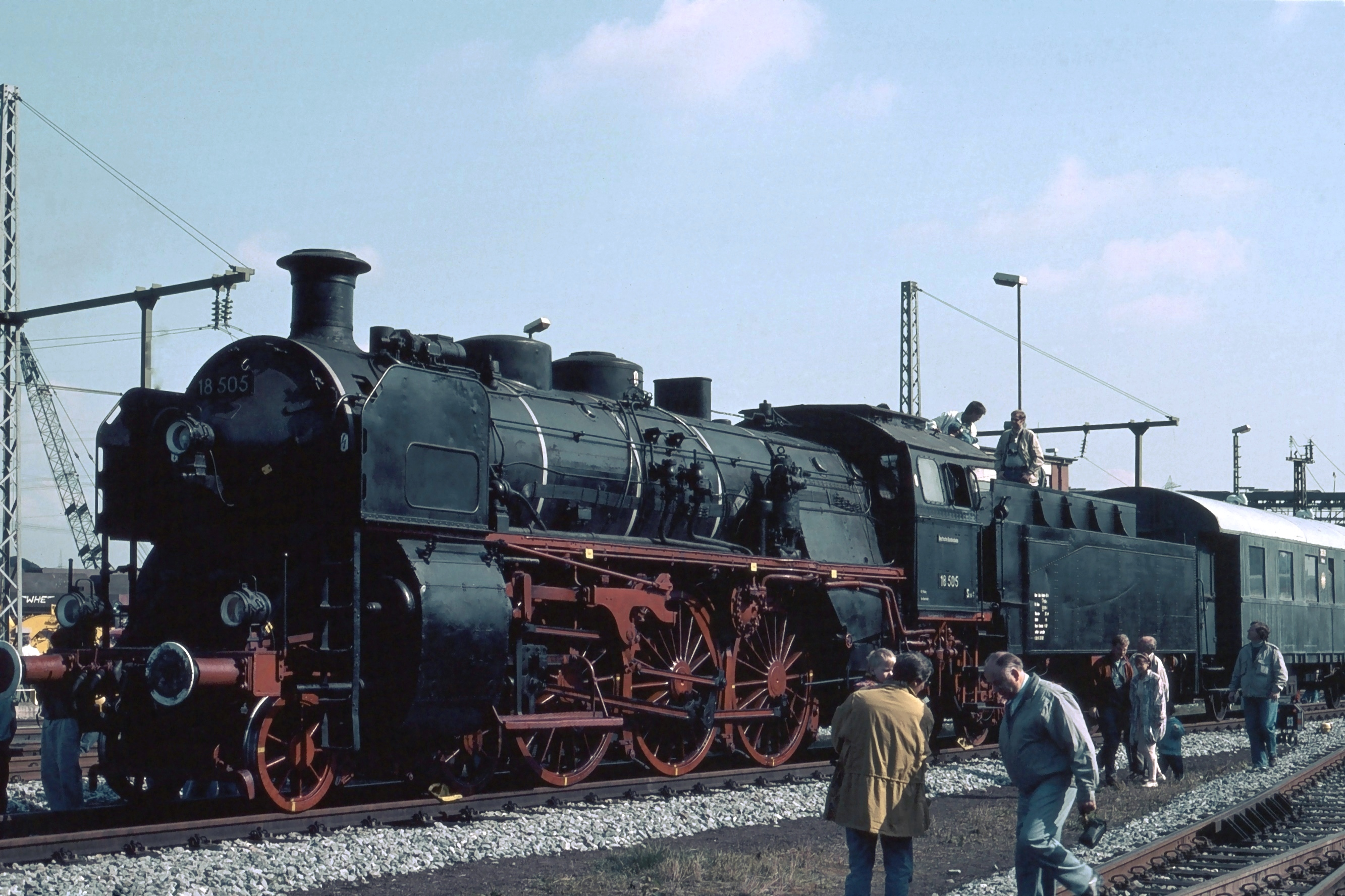
ドイツ国鉄18.5形（王立バイエルン邦有鉄道S3/6型）

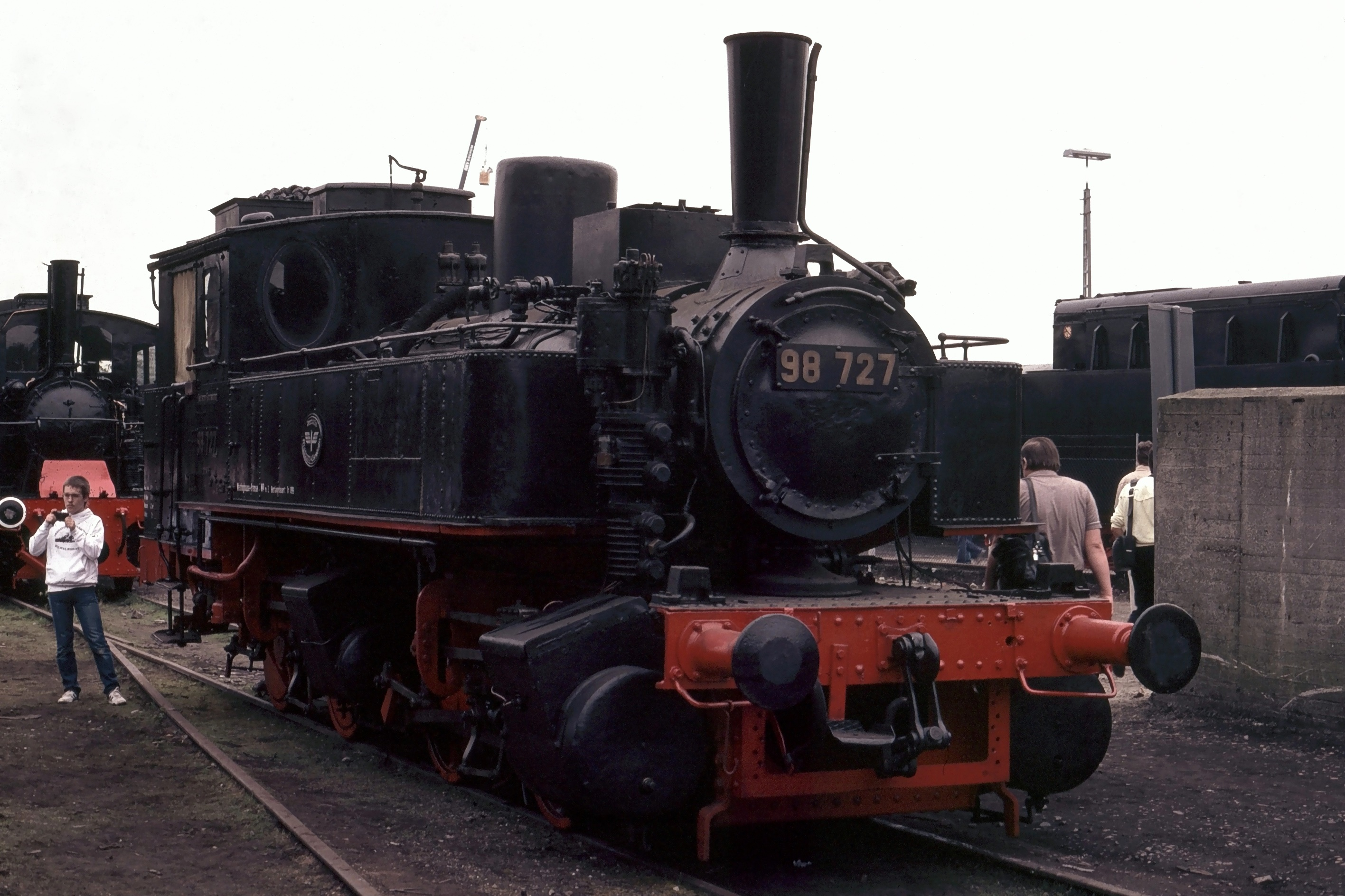
ドイツ国鉄98.7形（旧王立バイエルン邦有鉄道BB II型）

    - 軸配置2Cの飽和式複式4気筒テンダー機関車。急行用として設計され、動輪径は1896年製の試作車が1,640mm、1899・1901年製の量産車42両が1,870mm。後のドイツ国鉄17.3形。

  - S2/5型
    - バーデン大公国邦有鉄道IId型の同型機で10両を納入。後のドイツ国鉄14.1形。

  - S2/6型
    - 軸配置2B2の過熱式複式4気筒テンダー機関車。IId・S2/5型を基本として動輪径を2,200mmに拡大し、従台車を2軸として火格子面積を約1.4倍に拡大した[19]上で過熱装置を搭載したもの。空気抵抗の大きなシリンダブロック前面やエプロン部などを流線型のケーシングで覆い、蒸気ドーム前部に後退角をつけ、さらには運転台妻面をボイラーケーシングと一体化するなど高速化に配慮した設計が目立ち、速度試験用としての性格が強い。1906年に1両(3201号機)のみが納入された。なお、この機関車が1907年6月2日に4両の急行形客車（重量150t）を牽引して達成した速度記録（154.5km/h）は1936年にドイツ国鉄05形2号機が更新するまで29年にわたってドイツの蒸気機関車による最高速度記録であり続けた。後のドイツ国鉄15形。

  - S3/5N・H型
    - 軸配置2Cの飽和式（N形）・過熱式（H形）複式4気筒テンダー機関車。いずれも動輪径1,870mmで、CV形をスケールアップしボイラー使用圧力などを強化したもの。N形は1903年から1907年にかけて40両、H形は1908年から1911年にかけて30両がそれぞれ急行旅客列車用として製造された。後にN形はドイツ国鉄17.4形、H形は17.5形となった。

  - S3/6型
    - 軸配置2C1の過熱式複式4気筒テンダー機関車。バーデン大公国邦有鉄道IVf型を基本として設計され、動輪径が1,870mmのものと2,000mmのものが混在する他、運転台形状や炭水車の種類により多彩なバリエーションが存在する。邦有鉄道時代の1908年から1918年にかけて89両が、国有化後の1923年から1930年にかけて70両[20]がそれぞれ急行旅客列車用として製造されたが、第一次世界大戦後、19両がフランスとベルギーに賠償物資として引き渡された[21]ため、全車が揃ってドイツで稼働していた期間はない。オリエント急行や特急“ラインゴルト”のライン川左岸線区間の牽引機としても知られる。後のドイツ国鉄18.4・18.5・18.6[22]形。

  - P3/5N・H型
    - 軸配置2Cの飽和式（N形）・過熱式（H形）複式4気筒テンダー機関車。S3/5N・H型を普通旅客列車用に改設計したもので、動輪径が1,640mmに縮小されている。N型は1905年から1907年にかけて36両、H型は1921年に80両がそれぞれ製造された。後にN型はドイツ国鉄38.0形、H型は38.4形となった。

  - G4/5H型
    - 軸配置1Dの過熱式複式4気筒テンダー機関車。貨物用として1915年から1919年にかけてマッファイ社で210両、クラウス社で20両が製造された。後のドイツ国鉄56.4形。

  - G5/5型
    - 軸配置1Dの過熱式複式4気筒テンダー機関車。貨物用として1911年に15両、1920年から1924年にかけて80両が製造された。後のドイツ国鉄57.5形。

  - BB II型
    - 軸配置B-Bの飽和式マレー式タンク機関車。1899年から1903年にかけて31両が製造された。後のドイツ国鉄98.7形。

  - Gt2x4/4型
    - 軸配置D-Dの過熱式マレー式タンク機関車。南部の軌道条件の悪い山岳線の輸送力強化のために設計され、1913・1914年に15両、1922・1923年に10両が製造された。後のドイツ国鉄96形。

- ドイツ国営鉄道
  - T18.10形
    - 軸配置2C1の蒸気タービン機関車。クルップ製の1号機(T18 1001：1928年製)に続き1929年に2号機(T18 1002)を納入した。

### 日本
- 日本鉄道
  - Ma2/2+2/2形
    - 軸配置B-Bの飽和式マレー式タンク機関車。1903年製。後の鉄道院4500形。
- 北海道鉄道
  - D1形
    - 軸配置B-Bの飽和式マレー式タンク機関車。1904年製。後の鉄道院4510形。
- 岩越鉄道
  - 甲2形
    - 軸配置Cの飽和式タンク機関車。1904年製。後の鉄道院2000形。
- 佐世保海軍工廠
  - 1・2
    - 軸配置B1の飽和式タンク機関車。1904年製。内1両は戦後、西日本鉄道9となった。

- 鉄道院
  - 国鉄4100形

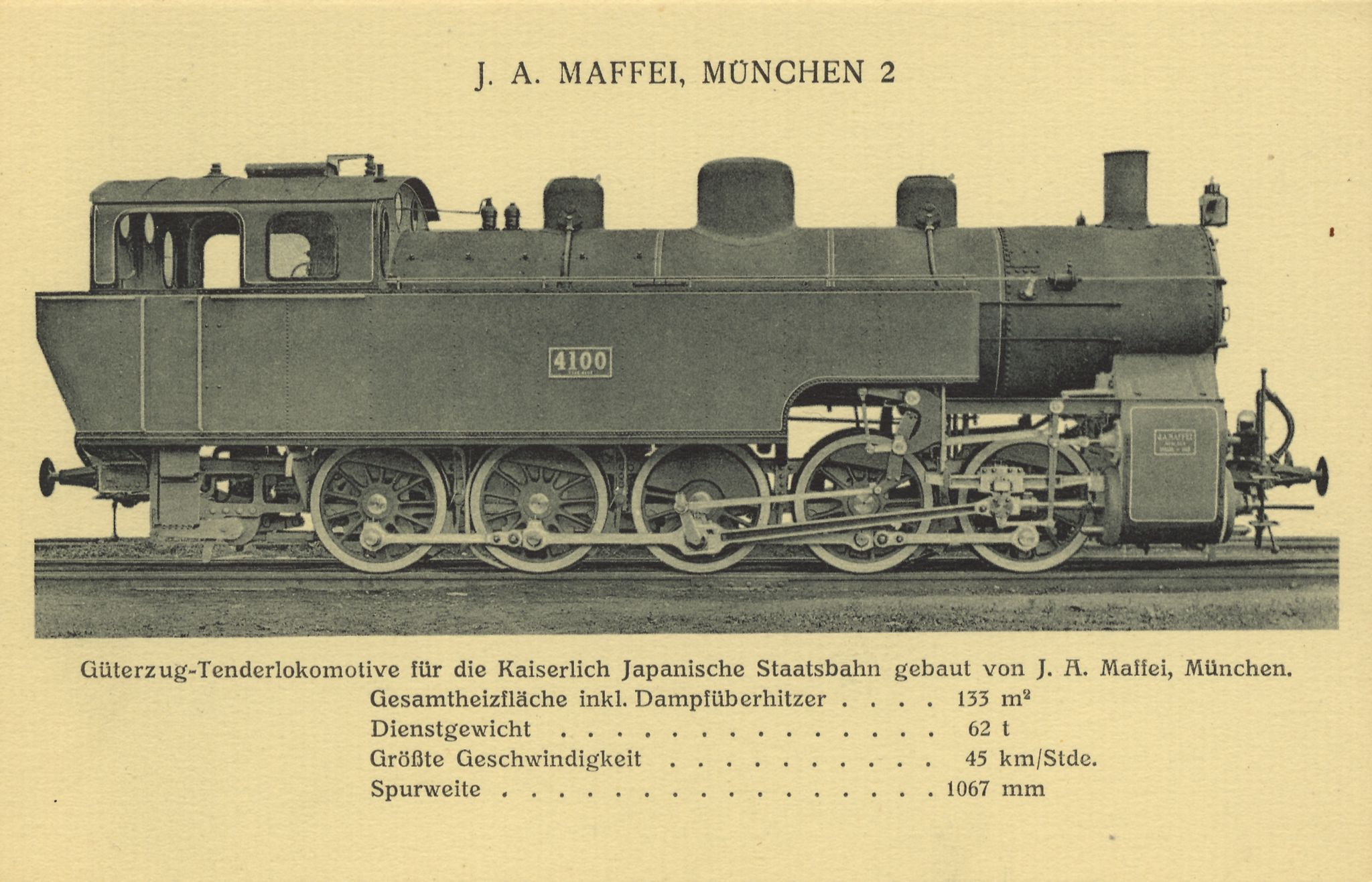
鉄道院4100形

    - 軸配置Eの勾配線用過熱式タンク機関車。1912年製。
- 越後鉄道
  - 1 - 5
    - 軸配置Cの飽和式ウェルタンク機関車。1912年製。後の鉄道省1630形および鉄道省ア2形。
- 近江鉄道
  - 丙形
    - 軸配置Bの飽和式ウェルタンク機関車。1913年に5 - 7の3両を製造。後に5は金名鉄道を経て日本鋼管渡田工場（後の川崎製鉄所）11、6は日本車輌製造本店の入換機となり、残る7も南薩鉄道6となった。